# Wildhaus (Wildhaus-Alt St. Johann)
Wildhaus − miejscowość w gminie Wildhaus-Alt St. Johann w Szwajcarii, w kantonie St. Gallen, w okręgu Toggenburg. W 2009 r. miejscowość zamieszkiwało 1 209 osób. Do 31 grudnia 2009 r. samodzielna gmina. Ośrodek sportów zimowych. 